# 叶順子 (女優)
叶 順子（かのう じゅんこ。本名：吉田順子（旧姓・中沢）、1936年1月21日 - ）は、日本の女優。東京都中野区野方出身。

## 略歴
スッポン料理店主の娘として育ち、都立北野高校を卒業。1954年、ミス資生堂に選ばれ、同社に入社して勤務。その美貌を目にした同社の美容部長・藤原あき（後の参議院議員）の推薦で1956年、第10期ニューフェイスとして大映に入社。同期に田宮二郎がいた。
1957年、「朝の口笛」でデビュー。「透明人間と蝿男」に主演。
1959年、島耕二監督の「細雪」の四女役を演じスターの仲間入り。以後、京マチ子、山本富士子、若尾文子の三大女優に次ぐスター女優として売り出され活躍。
1963年7月、人気のピークで引退。撮影所長の永田秀雅によると、当時のカラー撮影は顔のクローズアップを撮る時に600から800ワットの照明を当てる必要があり、この種の撮影が続いた後、目の縁に異常を来し医務室でもこのままでは失明すると判定され、引退となってしまったとのこと。
1964年、結婚。

## 主な出演映画
- 朝の口笛（1957年、大映）デビュー作
- 透明人間と蝿男（1957年、大映）
- 暖流（1957年、大映）
- 日蓮と蒙古大襲来 (1958年、大映)
- 共犯者（1958年、大映）
- 細雪（1959年、大映）
- 氾濫（1959年、大映）
- 鍵（1959年、大映）
- 闇を横切れ（1959年、大映）
- 一刀斎は背番号6（1959年、大映）
- 女経（第三話 恋を忘れていた女）（1960年、大映）
- 女妖（1960年、大映）
- 痴人の愛（1960年、大映）
- 誰よりも君を愛す（1960年、大映）
- 黒い樹海（1960年、大映）
- 女の勲章（1961年、大映）
- 明日を呼ぶ港（1961年、大映）
- 釈迦 大映京都 ... マータンガ 1961.11.01
- 黒蜥蜴（1962年、大映）
- あした逢う人（1962年、大映）
- 黒の試走車（テストカー）（1962年、大映）
- 真昼の罠（1962年、大映）
- 秦・始皇帝 大映東京 ... 香娘（貴姫）1962.11.01
- 女の一生（1962年、大映）
- 黒の報告書（1963年、大映）
- 嘘（第二話 社用2号）（1963年、大映）
- 風速七十五米（1963年、大映）

## 主な出演テレビ
- ジェスチャー（NHK）